# لورنسو أندرادي دي سوزا
لورنسو أندرادي دي سوزا هو لاعب كرة قدم برازيلي في مركز الهجوم، ولد في 19 مارس 1979 في بورتو سيجورو في البرازيل. لعب مع تيغريس أونال وزاكاتيبيك ونادي لييج.